# Enrico di Capua
Enrico d'Altavilla ((LT)  Arricus; 1160 circa – 16 giugno 1172) è stato un nobile siculo-normanno appartenente alla famiglia reale degli Altavilla. Figlio più giovane del re di Sicilia Guglielmo I, fu investito del titolo di principe di Capua.

## Biografia
Figlio più giovane di Guglielmo I e della regina consorte Margherita di Navarra, per volontà del padre acquisì il titolo di principe di Capua, appannaggio del Regno di Sicilia, mentre il fratello maggiore, Guglielmo II, ascese al trono dopo la morte del genitore nel 1166. L'incoronazione di Enrico come principe di Capua fu rinviata dalla morte del padre.
Nel 1172 Enrico accompagnò il fratello Guglielmo a Taranto, dove era attesa la possibile fidanzata del re, la principessa bizantina Maria, figlia dell'imperatore Manuele I Comneno. Tuttavia costei non si presentò ed il fidanzamento fu annullato. Prima di tornare in Sicilia Guglielmo ed Enrico pianificarono di passare da Capua, in modo da poter investire quest'ultimo del proprio titolo, ma sulla strada per la città Enrico fu colpito da una violenta febbre. Il principe fu rapidamente portato a Salerno e poi, via mare, nella capitale Palermo, ma non riuscì a sopravvivere oltre il mese, morendo il 16 giugno 1172. Secondo una leggenda che non trova conferme si fidanzò sul letto di morte con una figlia di re Malcolm IV di Scozia.
In un primo momento fu sepolto nella Cappella di Santa Maria Maddalena a Palermo, ma poi la sua salma fu traslata nel Duomo di Monreale.

## Ascendenza
|                                    |                          |                             | Genitori                  |  |  | Nonni |  |  | Bisnonni             |  |  | Trisnonni            |  |
|                                    |                          |                             |                           |  |  |       |  |  | Ruggero I di Sicilia |  |  | Tancredi d'Altavilla |  |
|                                    |                          |                             |                           |  |  |       |  |  | Ruggero I di Sicilia |  |  | Tancredi d'Altavilla |  |
|                                    |                          | Fresenda                    |                           |  |  |       |  |  | Ruggero I di Sicilia |  |  |                      |  |
| Ruggero II di Sicilia              |                          |                             |                           |  |  |       |  |  | Ruggero I di Sicilia |  |  |                      |  |
|                                    |                          | Adelasia del Vasto          | Manfredo Incisa del Vasto |  |  |       |  |  |                      |  |  |                      |  |
|                                    |                          | Adelasia del Vasto          | Manfredo Incisa del Vasto |  |  |       |  |  |                      |  |  |                      |  |
|                                    |                          | Adelasia del Vasto          | …                         |  |  |       |  |  |                      |  |  |                      |  |
| Guglielmo I di Sicilia             |                          | Adelasia del Vasto          |                           |  |  |       |  |  |                      |  |  |                      |  |
|                                    |                          | Alfonso VI di León          | Ferdinando I di León      |  |  |       |  |  |                      |  |  |                      |  |
|                                    |                          | Alfonso VI di León          | Ferdinando I di León      |  |  |       |  |  |                      |  |  |                      |  |
|                                    |                          | Alfonso VI di León          | Sancha I di León          |  |  |       |  |  |                      |  |  |                      |  |
| Elvira di Castiglia                |                          | Alfonso VI di León          |                           |  |  |       |  |  |                      |  |  |                      |  |
|                                    |                          | Isabella di Siviglia        | Ahmed I di Denia          |  |  |       |  |  |                      |  |  |                      |  |
|                                    |                          | Isabella di Siviglia        | Ahmed I di Denia          |  |  |       |  |  |                      |  |  |                      |  |
|                                    |                          | Isabella di Siviglia        | …                         |  |  |       |  |  |                      |  |  |                      |  |
| Enrico di Capua                    |                          | Isabella di Siviglia        |                           |  |  |       |  |  |                      |  |  |                      |  |
|                                    | Ramiro Sánchez di Monzón | Sancho Garcés di Navarra    |                           |  |  |       |  |  |                      |  |  |                      |  |
|                                    | Ramiro Sánchez di Monzón | Sancho Garcés di Navarra    |                           |  |  |       |  |  |                      |  |  |                      |  |
|                                    | Ramiro Sánchez di Monzón | Costanza Sánchez di Marañon |                           |  |  |       |  |  |                      |  |  |                      |  |
| García IV Ramírez di Navarra       | Ramiro Sánchez di Monzón |                             |                           |  |  |       |  |  |                      |  |  |                      |  |
|                                    |                          | Cristina Díaz di Bivar      | Rodrigo Día de Bivar      |  |  |       |  |  |                      |  |  |                      |  |
|                                    |                          | Cristina Díaz di Bivar      | Rodrigo Día de Bivar      |  |  |       |  |  |                      |  |  |                      |  |
|                                    |                          | Cristina Díaz di Bivar      | Jimena Díaz               |  |  |       |  |  |                      |  |  |                      |  |
| Margherita di Navarra e di Sicilia |                          | Cristina Díaz di Bivar      |                           |  |  |       |  |  |                      |  |  |                      |  |
|                                    |                          | Gibert de l'Aigle           | …                         |  |  |       |  |  |                      |  |  |                      |  |
|                                    |                          | Gibert de l'Aigle           | …                         |  |  |       |  |  |                      |  |  |                      |  |
|                                    |                          | Gibert de l'Aigle           | …                         |  |  |       |  |  |                      |  |  |                      |  |
| Margherita de l'Aigle              |                          | Gibert de l'Aigle           |                           |  |  |       |  |  |                      |  |  |                      |  |
|                                    |                          | …                           | …                         |  |  |       |  |  |                      |  |  |                      |  |
|                                    |                          | …                           | …                         |  |  |       |  |  |                      |  |  |                      |  |
|                                    |                          | …                           | …                         |  |  |       |  |  |                      |  |  |                      |  |
|                                    |                          | …                           |                           |  |  |       |  |  |                      |  |  |                      |  |